# Anchatgeri, Hubli
Anchatgeri là một làng thuộc tehsil Hubli, huyện Dharwad, bang Karnataka, Ấn Độ.